# Відносини Марокко — Європейський Союз
Марокко є сусідньою та асоційованою країною з Європейським Союзом. Відносини між ними викладені в Європейській політиці сусідства (ЄПС) і Середземноморському Союзі. Серед країн ЄПС Марокко було визнано передовим статусом, що відкривається для високого рівня політичної співпраці.
Основні правові зв'язки між Марокко та ЄС встановлені Угодою про асоціацію 2000 року. Кілька інших угод охоплюють галузеві питання, зокрема Угоду про партнерство між ЄС та Марокко у рибальстві 2006 року та угоду про відкрите небо 2006 року.

## Правові зв'язки між Марокко та Європейським Союзом
Дипломатичні відносини між Марокко та Європейським Союзом сягають 1960 року, коли укладено комерційну угоду з Європейськими Співтовариствами. У 1976 році підписано першу угоду про співпрацю.
На конференції в Барселоні 1995 року відкрито Євро-середземноморське партнерство, яке встановлювало політику з амбітними та довгостроковими цілями в сферах політичного та безпекового партнерства, економічного та фінансового партнерства та співпраці в соціальних, культурних і людських справах.
Початок правління короля Мухаммеда VI у липні 1999 року ознаменував серйозний зсув у напрямку більшої співпраці, розуміння та партнерства. З метою покращення євро-середземноморського співробітництва ЄС та Марокко підписали Угоду про асоціацію між ЄС та Марокко. Цей документ від 1 березня 2000 року є юридичною основою відносин між Марокко та ЄС.
Після інавгурації Європейської політики сусідства та Середземноморського Союзу Марокко та ЄС розробили та прийняли План дій ЄПС у липні 2005 року, який окреслює наступні кроки співпраці. Відповідно до Плану дій щодо сусідства Марокко приступило до значних зусиль, щоб узгодити себе з законодавством і стандартами ЄС. Це має дати їй можливість поступово використовувати можливості, надані Політикою сусідства, і, зокрема, вийти за межі існуючих відносин до значного ступеня інтеграції; це включає надання Марокко участі в єдиному ринку та поетапну участь у програмах ЄС. Для цього Марокко потребує великих зусиль для створення необхідних законодавчих та інституційних умов. Ця амбіція знайшла відображення у передовому статусі Марокко в ЄС, який є «більше, ніж асоціація, менше, ніж вступ».
Завдяки розширеному статусу, наданому Марокко 13 жовтня 2008 року, партнерство набуло високого рівня політичного співробітництва. Перший саміт ЄС-Марокко відбувся 7 березня 2010 року.

### Двосторонні угоди
З 1980-х років між Марокко та ЄС періодично підписувалися угоди про рибальство (останнє – Угода про партнерство між ЄС і Марокко в галузі рибальства 2006 року, FPA), дозволяючи європейським судам (особливо іспанським та португальським) ловити рибу в марокканських водах в обмін на грошовий внесок.
З 2000 року Марокко та ЄС підписали багато двосторонніх угод. Різні угоди про вільну торгівлю, які Марокко ратифікувало зі своїми основними економічними партнерами, як-от угода про зону вільної торгівлі Євро-Середземномор'я. Обидві сторони нещодавно оголосили про плани розширити свою Угоду про вільну торгівлю, щоб охопити не лише товари, а й сільське господарство та послуги, надавши Марокко майже таку ж угоду з Європою, яку мають країни-члени одна з одною. Ці угоди є частиною Євро-середземноморської зони вільної торгівлі, підписаної в Барселоні, Іспанія, у 1995 році.
Марокко та ЄС також підписали угоду про відкрите небо . Угода є першою в Європі за межами її кордонів. Він набув чинності влітку 2006 року.
У 2017 році Федеріка Могеріні, Верховний представник ЄС із закордонних справ і політики безпеки, викликала суперечки та дипломатичну плутанину через свою заяву про те, що на торговельні угоди між Марокко та ЄС не вплине рішення Суду ЄС у 2016 році. сфера торгівлі з Марокко. Це рішення підтвердило, що двосторонні торговельні угоди, такі як Угода про партнерство між ЄС і Марокко в галузі рибальства, охоплюють лише сільськогосподарську продукцію та рибну продукцію, що походять із міжнародно визнаних кордонів Марокко, таким чином чітко виключаючи будь-який продукт із Західної Сахари або її територіальних вод. Міжнародне співтовариство, включаючи ЄС, одноголосно відкидає територіальні претензії Марокко на Західну Сахару.

### Заявка на членство
У 1987 році Марокко подала заявку на вступ до Європейських Співтовариств (попередника Європейського Союзу). Заявка відхилено на тій підставі, що Марокко не вважається «європейською країною», а отже, не може приєднатися. Цей географічний критерій членства пізніше закріплено у Копенгагенських критеріях. Відмова була очікувана.

## Економічне співробітництво
Марокко очолює список партнерів, які скористалися фінансовою підтримкою Європейського Союзу в рамках допомоги сусідам, отримавши близько 205 мільйонів євро у 2009 році (654 мільйони євро на 2007–2010 роки). Щоб допомогти країні на цьому новому законодавчому етапі двосторонніх відносин, ЄС збільшить допомогу на період 2011–2013 років.
У грудні 2009 року ЄС дав Марокко пожертвування на суму 771 мільйон мадрівських динарів (100 мільйонів доларів США) для сприяння інвестиціям та експорту, а також сприяти фінансуванню проєкту трамвайної дороги Рабат-Сале.

### Фінансові протоколи (1977–1996)
Відповідно до чотирьох фінансових протоколів Угоди про співпрацю 1976 року, підписаної між Європейським Співтовариством (попередником ЄС) і Марокко, Марокко отримало загальну суму 1091 мільйон євро, у тому числі 574 мільйони євро з бюджету Співтовариства та 518 мільйонів євро у вигляді позик з власних ресурсів ЄІБ. Протоколи надали галузевий пріоритет розвитку сільських територій (46%). Інші сектори діяльності були в порядку важливості: економічна інфраструктура (17%), соціальний сектор (15,6%), приватний сектор (10%), професійне навчання (10%) та громадянське суспільство (0,4%).

### Програма MEDA
Програма Meda (прийнята в липні 1996 року) є основним фінансовим інструментом ЄС для реалізації Євро-середземноморського партнерства. Бюджетні ресурси, виділені в рамках Meda, становили 3,4 мільярда євро на 1995–1999 роки і 5,4 млрд євро на 2000–2006 рр. Марокко стало основним бенефіціаром програми Meda з зобов’язаннями на загальну суму 1,472 мільйона євро на 1995–2006 роки, з яких 660 мільйонів євро в рамках Meda I (1995–1999) і 812 мільйонів євро в рамках Meda II (2000–2006).
Співпраця у сфері медіа торкнулася всіх соціально-економічних сфер Марокко. Було створено кілька програм структурної перебудови в таких основних секторах, як фінанси, оподаткування, вода, транспорт, охорона здоров’я, освіта, державна служба, а також побратими та обміни в таких сферах, як митна служба, навколишнє середовище, молодь, транспорт і правосуддя. Інвестиційні програми були реалізовані для підтримки розвитку підприємств, професійної підготовки в секторах туризму, текстилю та інформаційно-комунікаційних технологій, розвитку національного автомобільного транспорту, такого як середземноморська «рокада» та сільської мережі, комплексного розвитку сільської інфраструктури та водних ресурсів. та програми санітарії в сільській місцевості (PAGER), заходи щодо боротьби з нездоровим середовищем проживання, щоб позбутися нетрі та покращити доступ до соціальних закладів. Медичні кошти також були спрямовані на міграцію з метою сприяння кращому управлінню міграційними потоками. Фінансове співробітництво також стосувалося охорони навколишнього середовища та заохочення прав людини та основних свобод.
У період 1996–2006 років Марокко отримало фінансування на загальну суму приблизно 15 мільйонів євро за горизонтальними бюджетними лініями ЄС, зокрема демократія Meda, навколишнє середовище, LIFE, ECIP, боротьба зі СНІДом, співфінансування НУО та боротьба з наркотиками, плюс 10 євро. мільйонів у бюджетних рядках для 5-ї та 6-ї рамкових програм досліджень, технологій та розвитку, в яких брали участь понад 160 марокканських команд.

## Політична співпраця
У 2006 році комісар ЄС із зовнішніх зв'язків Беніта Ферреро-Вальднер заявила, що «ми [ЄС] вже маємо дуже, дуже тісні стосунки з Марокко, і ми вивчаємо можливість надання їм ще більш просунутого статусу».
У 2008 році Марокко стало першою країною в регіоні, яка отримала статус передового, що робить її піонером у Європейській політиці сусідства . Угода є «дорожньою картою», яка розширює сферу двосторонніх відносин ЄС-Марокко, встановлюючи нові цілі в трьох основних сферах: тісніші політичні відносини, з проведенням періодичного саміту ЄС-Марокко та встановлення механізмів консультацій на рівні міністрів. ; інтеграція єдиного ринку на основі поступового прийняття acquis Співтовариства та галузевого співробітництва; і зосередженість на людському вимірі.
Перший саміт ЄС-Марокко відбувся 7 березня 2010 року. Це був перший у своєму роді між ЄС та арабською чи африканською країною. Аббас Ель-Фассі, Ван Ромпей та Баррозу представили пресі результати саміту, високо оцінивши подію, яка ознаменує нову еру привілейованого та стратегічного партнерства. Гранадський саміт між Європейським Союзом та Марокко завершився позитивною оцінкою розвитку їхніх відносин та зобов’язанням розвивати їх політичний, економічний та соціальний аспект, а також розпочати процес роздумів щодо їхнього майбутнього «договірного» форму. Щодо двостороннього партнерства, спільна декларація встановлює конкретні заходи для консолідації досягнень та оперативний порядок денний на майбутнє, як частину передового статусу, який визначає відносини між Марокко та ЄС. На саміті також розглядалися стан відносин між ЄС та Марокко та майбутні події, а також інші теми, що становлять спільний інтерес, такі як правовий статус Західної Сахари, ситуація в Магрибі та Сахелі та Середземноморський Союз.
Європейський комісар з питань розширення та європейської політики сусідства Штефан Фюле відвідав Марокко в січні 2012 року. Він сказав, що дуже задоволений розвитком реформ, і країна рухається в правильному напрямку, але деякі покращення ще потрібно зробити, і нація зараз працює над цим.

### Проблеми
Нелегальна імміграція та тероризм вже замінили питання порядку денного, які були важливі раніше, такі як торгівля (тобто сільське господарство та рибальство) та торгівля наркотиками. Починаючи з 2000 року, влада Марокко та ЄС прагнула до більш тісної співпраці з обміном розвідувальними даними та співробітництвом у сфері прикордонного контролю.
Права людини були проблемою, яка на десятиліття викривляла відносини Марокко та ЄС. Зараз багато європейських чиновників високо оцінили зусилля Марокко у сфері прав людини.
Ще одна гостра тема стосується територіальних суперечок. У липні 2002 року відбулася сутичка між Іспанією та Марокко під час інциденту в Перехілі . Незважаючи на те, що після приходу до влади Іспанської соціалістичної партії напруженість зменшилася, два іспанських ексклави Сеута і Мелілья все ще залишаються перешкодою між двома сусідніми країнами. У жовтні 2006 року між Марокко та Іспанією виникла дипломатична полеміка, коли Марокко відмовило у в’їзді із Сеути іспанського пакету допомоги, що складається з 150 патрульних автомобілів для боротьби з нелегальною імміграцією. Пізніше це було вирішено шляхом доставки товару 50 км від узбережжя Танжера.
Конфлікт у Західній Сахарі завжди був на порядку денному. Марокко вже давно домагається офіційного європейського визнання своїх прав на спірну територію.